# 昇陽國際半導體
昇陽國際半導體（英語：Phoenix Silicon International Corporation），簡稱昇陽半導體、昇陽半或PSI，成立於1997年，是台灣的一家半導體再生晶圓及薄化晶圓製造公司，昇陽半導體再生晶圓產能為全球全球第二、台灣第一，主要廠房位於臺灣的新竹科學園區及臺中港科技產業園區，並在臺灣證券交易所掛牌上市，股票代號為8028。
2022年9月，於臺中港科技產業園區投資新台幣72.8億元設立中港分公司並正式量產，為全球首座自動化及智慧化晶圓再生製程工廠，使其12吋再生晶圓產能躍居全球第一。
1. ↑  .   [2022-09-05]. （原始内容存档于2023-07-16）.
2. ↑  .   [2021-05-10]. （原始内容存档于2023-07-16）.
3. ↑  .   [2022-09-05]. （原始内容存档于2023-07-16）.